# Pere Igni
Pere Igni o Petrus Igneus, nascut com a Pietro Aldobrandeschi di Sovana (Siena o Florència, segle xi - Albano Laziale, ca. 1089), va ser un monjo benedictí de la Congregació de Vallombrosa, cardenal arquebisbe d'Albano Laziale. És venerat com a beat per l'Església catòlica, tot i que popularment és considerat sant i venerat amb aquest títol per la congregació vallombrosina i a la diòcesi d'Albano Laziale.
Era membre de la família noble dels Aldobrandeschi; tradicionalment s'ha pensat que era de la família de Florència i que hi hauria nascut durant el primer quart del segle xi, però és més probable que es tractés dels Aldobrandeschi di Sovana, originaris de Siena, on hauria nascut. Va ingressar a l'Orde de Vallombrosa el 1018, llavors sota la direcció de Joan Gualbert, de qui fou deixeble.
El 1068, segons la tradició hagiogràfica, va participar en l'ordalia contra el bisbe de Florència a Badia a Settimo (avui Scandicci), a la rodalia de Florència. El bisbe Pietro Mezzabarba havia estat investit per mitjà de simonia i Pere Igni i Joan Gualbert l'acusaren per això. El bisbe amenaçà com a represàlia el monestir vallombrosí de San Miniato al Monte. Per provar la veritat de l'acusació, Pere va sotmetre's a una ordalia: havia de caminar per sobre d'un terra cobert de carbons roents, la qual cosa va fer, passant miraculosament per sobre sense patir cap mal, per la qual cosa va rebre el sobrenom d'Igneus («del foc»). A més, popularment va ser tingut per sant. El papa Alexandre II va acceptar llavors l'acusació i va deposar el bisbe, que se'n penedí i es retirà a un monestir, on passà la resta de la seva vida.
El 1068 va ser enviat com a abat a Sant Salvatore de Fucecchio. El 1072 Alexandre II el nomenà bisbe d'Albano (actual Albano Laziale), conservant el títol d'abat de San Salvatore, abadia per a la qual obtingué, el 1085, la submissió directa a la Santa Seu. També va ser nomenat cardenal i legat papal.
Va morir cap a l'any 1089, segurament a Albano. El seu cos va ser portat a l'abadia de Vallombrosa, on fou enterrat.